# Lana Del Rey (EP)
“Lana Del Rey”는 미국의 싱어송라이터 라나 델 레이의 두 번째 익스텐디드 플레이(EP)이다. 2012년 1월 10일 인터스코프 레코드를 통하여 미국과 캐나다에서 발매되었다. 2008년에 발매한 첫 EP “Kill Kill”과 인디펜던트 레이블을 통해 발매한 정규 음반 “Lana Del Ray”을 낸 이후, 델 레이의 첫 메이저 레이블을 통한 음반 “Born to Die”(2012)를 기대하며 EP가 발매되었다. 인디 팝, 힙합, 얼터너티브 음악을 포함해 많은 장르로부터 영향을 받아 만들어졌다. 작사와 작곡은 라나 델 레이와 저스틴 파커, 에밀 헤이니가 맡았으며, 프로듀싱도 후자가 맡았다.
뮤직 비디오는 각각의 노래마다 하나씩 있었으며, 델 레이가 직접 제작 및 감독하여 유튜브에 업로드하였다. 웹캠으로 촬영한 ‘Video Games’는 EP 발매 당시에는 싱글컷되지 않았지만, 스트레인저 레코드가 주목하기에 충분한 온라인에서의 화제를 모으면서 인터스코프와 폴리도르 레코드로부터 공동 음반 계약 체결을 이끌어냈다.
미국에서 24,000장이 넘게 팔리면서 미국 빌보드 200 차트에서 20위까지 올라갔으며, 빌보드 록 음반 차트와 얼터너티브 음반 차트에서는 6위까지 올라갔다. 프로모셜 싱글로 발매된 ‘Off to the Races’를 제외하고 EP에 수록된 곡은 모두 2집 “Born to Die”에서 싱글로 발매되었으며, 범세계적으로 많은 국가의 차트에 이름을 올렸다.

## 트랙 리스트
| #            | 제목                 | 작사·작곡                  | 프로듀서             | 재생 시간 |
| ------------ | -------------------- | -------------------------- | -------------------- | --------- |
| 1.           | 〈Video Games〉      | Lana Del Rey Justin Parker | Robopop              | 4:03      |
| 2.           | 〈Born to Die〉      | Del Rey Parker             | Emile Haynie         | 4:45      |
| 3.           | 〈Blue Jeans〉       | Del Rey Haynie Dan Heath   | Haynie               | 3:30      |
| 4.           | 〈Off to the Races〉 | Del Rey Tim Larcombe       | Patrik Berger Haynie | 5:01      |
| 총 재생 시간 | 총 재생 시간         | 총 재생 시간               | 총 재생 시간         | 17:19     |

## 차트
| 차트 (2012)                      | 최고 순위 |
| -------------------------------- | --------- |
| 캐나다 음반 차트 (빌보드)        | 18        |
| 미국 빌보드 200                  | 20        |
| 미국 디지털 음반 (빌보드)        | 7         |
| 미국 톱 얼터너티브 음반 (빌보드) | 6         |
| 미국 톱 록 음반 (빌보드)         | 6         |

## 발매 일정
| 지역   | 날짜            | 포맷            | 레이블                | 출처  |
| ------ | --------------- | --------------- | --------------------- | ----- |
| 캐나다 | 2012년 1월 10일 | 디지털 다운로드 | 유니버설 뮤직         | [ 1 ] |
| 미국   | 2012년 1월 10일 | 디지털 다운로드 | 스트레인저 인터스코프 | [ 2 ] |